# Invencible Inglesa
La Invencible Inglesa o Contraarmada o Expedición Drake-Norreys fue una flota de invasión enviada contra la Monarquía Hispánica por la reina Isabel I de Inglaterra en la primavera de 1589, en el marco de las operaciones de la guerra anglo-española de 1585-1604. Los anglosajones se refieren a ella como English Armada, Counter Armada o Drake-Norris Expedition. Esta última denominación se debe a que la expedición fue mandada por Francis Drake, que ejercía de almirante de la flota, y por John Norreys en calidad de general de las tropas de desembarco.
La intención de esta fuerza de invasión era aprovechar la ventaja estratégica obtenida sobre España tras el fracaso de la Grande y Felicísima Armada (la Armada Invencible) enviada por Felipe II contra Inglaterra el año anterior. Los objetivos ingleses eran tres. El primero y fundamental era destruir el grueso de los restos de la Grande y Felicísima Armada, que se encontraban en reparación en los puertos de la costa cantábrica, principalmente en Santander.
El segundo objetivo era tomar Lisboa y entronizar al prior de Crato, Antonio de Crato, pretendiente a la Corona portuguesa y primo de Felipe II, que viajaba con la expedición. Crato había firmado con Isabel I unas cláusulas secretas por las que, a cambio de la ayuda inglesa, le ofrecía cinco millones de ducados de oro y un tributo anual de 300 000 ducados. También le ofrecía entregar a Inglaterra los principales castillos portugueses y mantener a la guarnición inglesa a costa de Portugal. Asimismo prometía darle quince pagas a la infantería inglesa y permitir que Lisboa fuera saqueada durante doce días, siempre que se respetasen las haciendas y vidas de los portugueses y se limitase el saqueo a la población y hacienda de otros hispanos. Además de todo esto, se daba vía libre para la penetración inglesa en Brasil y en el resto de las posesiones coloniales portuguesas. De facto, estas cláusulas convertían a Portugal en un vasallo de Inglaterra y brindaban a Isabel I la posibilidad de tener su propio imperio ultramarino.
Finalmente, como tercer objetivo, se tomarían las islas Azores y capturaría la flota de Indias. Esto último permitiría a Inglaterra tener una base permanente en el Atlántico desde la que atacar los convoyes españoles procedentes de América, lo que supondría un avance significativo hacia el objetivo más a largo plazo de arrebatar a España el control de las rutas comerciales hacia el Nuevo Mundo.
La operación acabó en una total derrota, sin precedentes para los ingleses, y constituyó un rotundo fracaso de dimensiones comparables a las de la Armada española. A raíz de este desastre, el que había sido hasta entonces héroe popular en Inglaterra, Francis Drake, cayó en desgracia, y se acabaría firmando el Tratado de Londres de 1604, favorable a España.

## Objetivos y organización de la expedición
El objetivo básico de Isabel I era aprovechar la debilidad de la Armada de España tras el fracaso de la Gran Armada de 1588 y asestar un golpe definitivo a Felipe II, obligándole a aceptar los términos de paz que Inglaterra impusiese. El primer punto del plan consistía en destruir los restos de la Grande y Felicísima Armada, mientras estaban sometidos a reparaciones en sus bases de La Coruña, San Sebastián y sobre todo Santander. Además, se aprovecharían estos ataques para abastecerse de agua y víveres mediante el saqueo de dichas localidades. Posteriormente, se desembarcaría en Lisboa. De este modo, y una vez asegurado el control sobre Portugal, Inglaterra se convertiría en principal aliado y socio comercial del país, y se adueñaría de alguna de las Azores para disponer así de una base permanente en el Atlántico desde la que atacar a las flotas comerciales españolas.
Al igual que su predecesora española, la Invencible Inglesa adoleció de un exceso de optimismo ante una empresa que resultaba prácticamente imposible dada la tecnología disponible en aquella época. Posiblemente influidos por el exitoso ataque de Drake a Cádiz en 1587, los ingleses cometerían graves errores tácticos y estratégicos, que desembocarían en un desastre.
Todo el plan se construyó como si de una operación comercial se tratase. La expedición fue financiada por una compañía con acciones cuyo capital era de 80 000 libras. Del capital, un cuarto lo pagó la reina, un octavo el gobierno neerlandés y el resto varios nobles, mercaderes, navieros y gremios. Todos ellos esperaban no ya recuperar lo invertido, sino obtener grandes beneficios. Este criterio organizativo, basado en un conjunto de intereses económicos particulares, se había mostrado efectivo hasta aquel momento para promocionar expediciones piratas y corsarias, basadas fundamentalmente en ataques por sorpresa. Pero en esta ocasión, dada la enormidad de los objetivos estratégicos y la duración de la campaña frente a un enemigo alerta, se demostraría calamitoso.
Los ingleses no tenían en aquel momento ninguna experiencia en la organización de grandes campañas navales, por lo que la logística fue muy deficiente. Diversas preocupaciones unidas al mal tiempo retrasaron la salida de la flota. Otros problemas incluyen que los holandeses no proporcionaron todos los barcos de guerra que habían prometido, que el retraso causó que se consumiera un tercio de las provisiones antes de salir del puerto (quedándoles solo para dos semanas de campaña), que solo había 1800 soldados veteranos frente a 19 000 voluntarios novatos e indisciplinados, que no se llevaban las armas de asedio indispensables para tomar fortalezas, ni la caballería imprescindible para lanzar cargas en las operaciones en tierra. Es probable que se subestimase el problema logístico debido a que el año anterior, cuando combatieron contra la Grande y Felicísima Armada de Felipe II, lo hicieron frente a sus propias costas, siendo constantemente aprovisionados por pequeñas embarcaciones que iban y venían llevándoles todo lo que necesitaban.
Quizá un punto controvertido fue la decisión de otorgar el mando de la escuadra a Francis Drake. Si bien Drake había obtenido notables éxitos actuando como corsario y pirata, numerosos compañeros habían criticado furiosamente su actitud durante la campaña de la Invencible española el año anterior, aunque Drake finalmente consiguió atribuirse todo el mérito de la derrota española, mérito del que dudan diversos historiadores. Según su historial anterior, la expedición de la Invencible Inglesa requería un jefe con sus supuestas cualidades. Pero los hechos posteriores demostrarían que Drake no era el hombre adecuado para mandar una gran expedición naval.

## Ejecución del plan

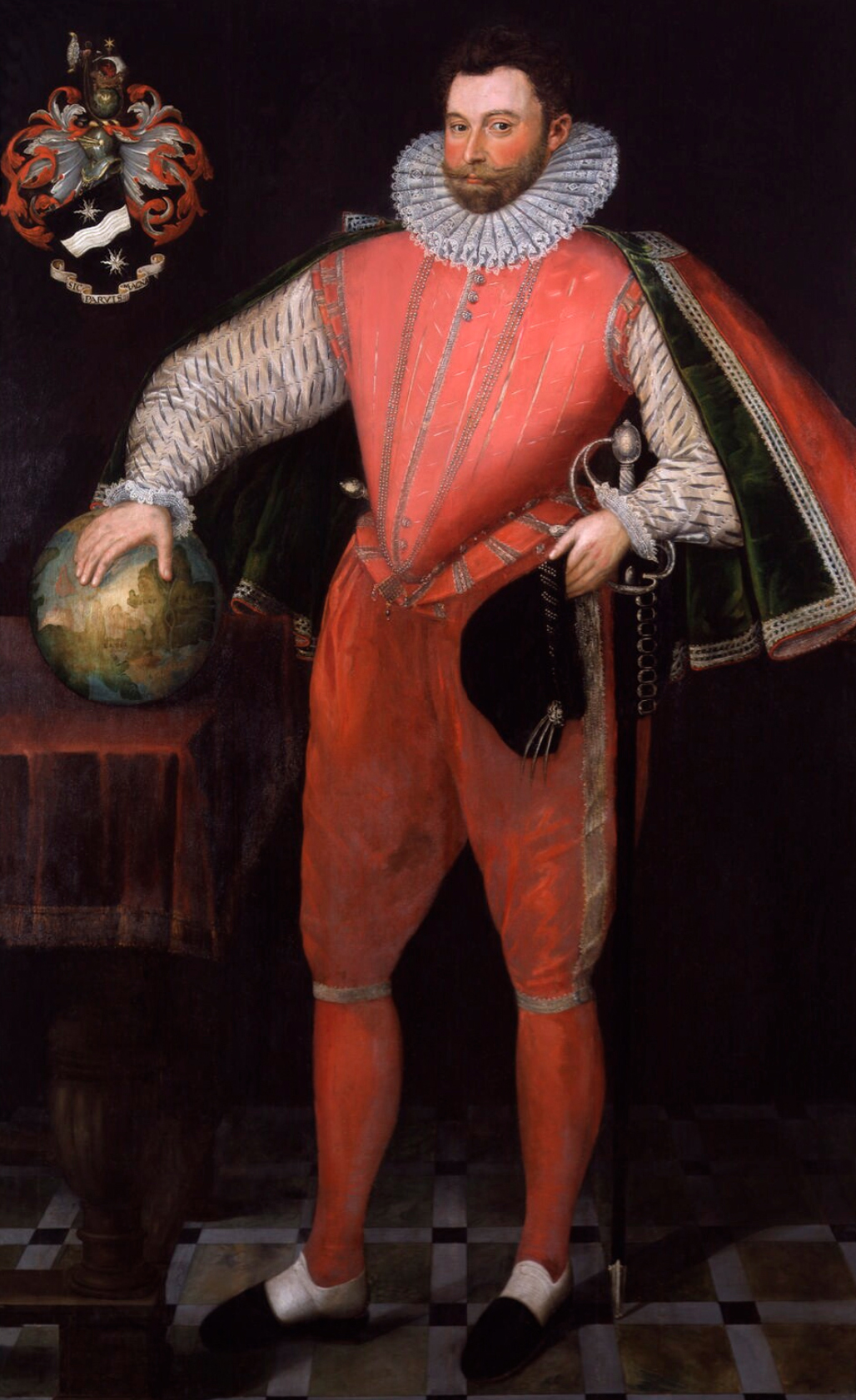
Francis Drake (hacia 1581). Fue considerado como un pirata por las autoridades españolas, mientras que en Inglaterra se le valoró como corsario y se le honró como héroe. Lo cierto es que unas veces actuó como pirata, y otras como corsario.

La flota inglesa partió de Plymouth el 13 de abril de 1589. Al salir, la flota consistía en seis galeones reales, 60 buques mercantes ingleses, 60 urcas holandesas y unas 20 pinazas, además de docenas de barcazas y lanchas. En total, entre 170 y 200 naves, más numerosa por tanto que la Grande y Felicísima Armada, que había estado compuesta por 121 hasta 137 barcos. Además de las tropas de tierra, embarcaron 4000 marineros y 1500 oficiales. El número total de combatientes, entre marineros y soldados, fue contabilizado antes de zarpar en 27 667 hombres. Emulando la táctica utilizada el año anterior frente a los españoles, Drake dividió su flota en cinco escuadrones, mandados respectivamente por él (en el Revenge), Norreys (Nonpareil), el hermano de Norreys, Edward (Foresight), Thomas Fenner (Dreadnought) y Roger Williams (Swiftsure). Junto con ellos, y en contra de las órdenes de la reina que había prohibido expresamente su asistencia a la campaña, navegaba el favorito de Isabel I: Robert Devereux, II conde de Essex.
Desde el primer momento, la indisciplina de las tripulaciones inglesas se hizo notar. Antes incluso de llegar a divisar la costa española, ya habían desertado una veintena de pequeñas embarcaciones, con un total de unos 2000 hombres a bordo. A ello se sumó la desobediencia del propio Drake, quien se negó a atacar Santander como se le había ordenado, alegando vientos desfavorables y el temor a verse cercado por la flota española en el golfo de Vizcaya o a embarrancar en el Cantábrico. En su lugar, Drake decidió poner rumbo a la ciudad gallega de La Coruña. No están claros los motivos que le llevaron a tomar esa decisión, pero pudo haber dos razones fundamentales: en primer lugar el deseo de Drake de repetir su éxito de 1587 cuando atacó Cádiz, pues corría el rumor de que en La Coruña se custodiaba un fabuloso tesoro valorado en millones de ducados, lo cual era falso, y por otra parte La Coruña era base de partida de numerosas flotas españolas, por lo que poseía grandes reservas de víveres.

## Ataque a La Coruña (4-19 de mayo de 1589)

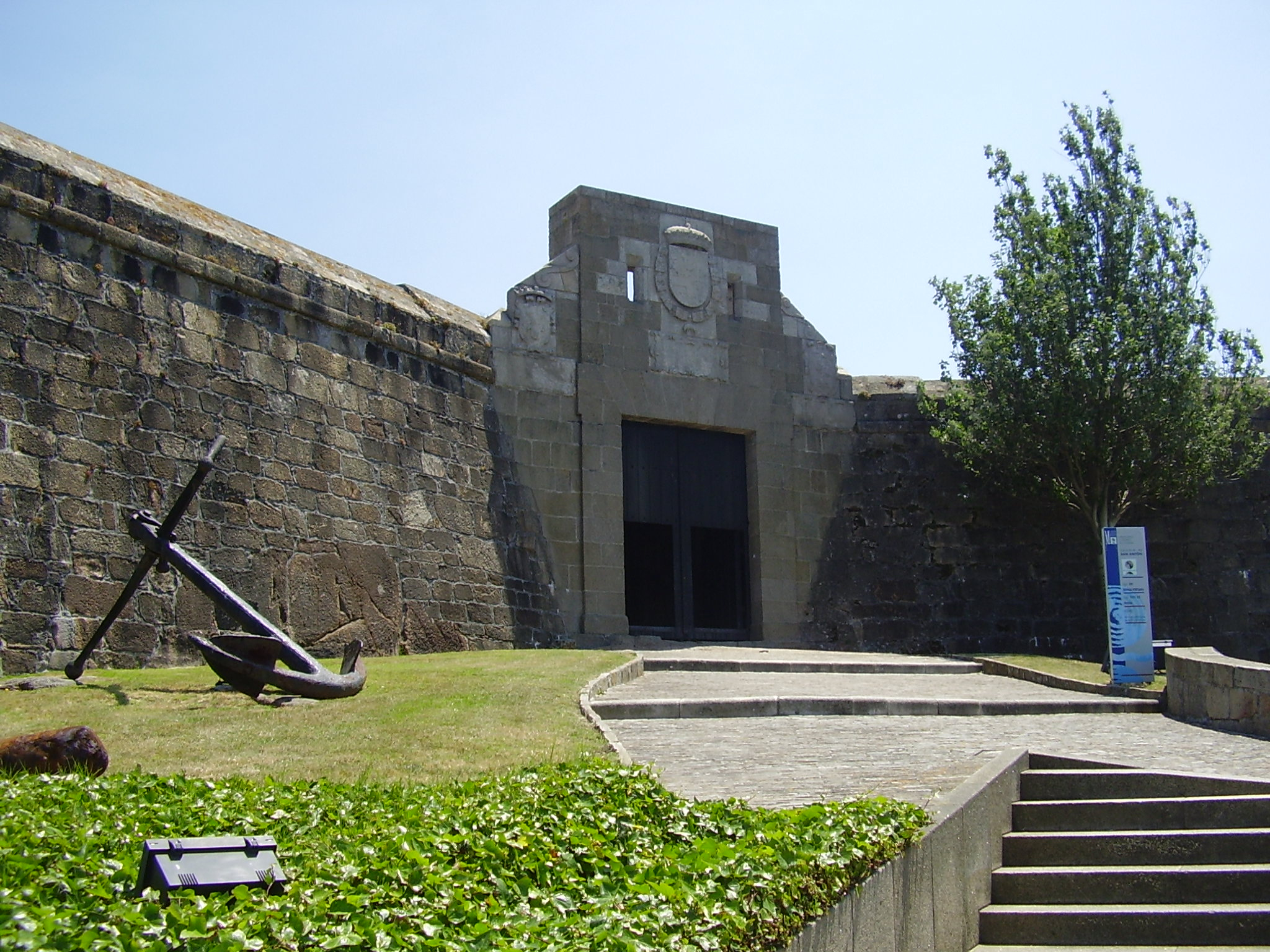
Entrada al fuerte de San Antón, convertido en museo arqueológico en 1964.

Las defensas de La Coruña eran bastante deficientes. El primer avistamiento de las velas inglesas se produjo en Estaca de Bares, en la zona del Ortegal, de donde salieron avisos hacia la ciudad. Allí, tras conocer el peligro, se ordenó encender fuego en la torre de Hércules para avisar del riesgo a toda la comarca. El gobernador de la ciudad, Juan Pacheco de Toledo, II marqués de Cerralbo, reuniendo a los pocos soldados de los que disponía, además de las milicias locales y los hidalgos tan solo podía contar con unos 1500 hombres. A pesar de todo, la población civil de la ciudad se dispuso a ayudar a la defensa en todo lo que fuese necesario, lo cual resultaría decisivo. En cuanto a la flota disponible, tan solo se contaba con el galeón San Juan, la nao San Bartolomé, la urca Sansón y el galeoncete San Bernardo, así como con dos galeras, la Princesa, mandada por el capitán Pantoja, y la Diana bajo mando del capitán Palomino.
El 4 de mayo, la flota inglesa se asomaba al puerto de la ciudad gallega. El San Juan, la Princesa y la Diana se apostaron junto al fuerte de San Antón y cañonearon, apoyadas por las baterías del fuerte, a la flota inglesa a medida que esta se iba introduciendo en la bahía, forzando así a los atacantes a mantenerse alejados. Unos 8000 ingleses desembarcaron al día siguiente en la playa de Santa María de Oza, en la orilla opuesta al fuerte, llevando a tierra varias piezas de artillería y batiendo desde allí a los barcos españoles que no podían cubrirse ni responder al fuego enemigo. Finalmente, los marinos españoles tomaron la decisión de incendiar el galeón San Juan y resguardar las galeras en el puerto de Betanzos, dejando a la mayor parte de las tripulaciones en la ciudad para unirse a la defensa.
Durante los siguientes días, las tropas inglesas al mando de John Norris atacaron la ciudad, tomando sin demasiada dificultad la parte baja de la misma, saqueando el barrio de La Pescadería y matando a unos 500 españoles, entre los cuales se contaban numerosos civiles. Tras esto, los hombres de Norris se lanzaron a por la parte alta de la ciudad, pero esta vez se estrellaron contra las murallas coruñesas. Apostados tras ellas, la guarnición y la población de la villa, incluyendo a mujeres y niños, se defendió con total determinación del ataque inglés, matando a cerca de 1000 asaltantes. Fue durante esta acción donde se distinguió la que hoy en día sigue siendo considerada heroína popular en la ciudad de La Coruña: María Mayor Fernández de la Cámara y Pita, más conocida como María Pita. La leyenda cuenta que muerto su marido en los combates, cuando un alférez inglés arengaba a sus tropas al pie de las murallas, doña María se fue sobre él con una pica y lo atravesó, arrebatándole además el estandarte, lo que provocó el derrumbe definitivo de la moral de los atacantes. Otra mujer que aparece en las crónicas de la época por su distinción en los combates fue Inés de Ben. María Pita fue nombrada Alférez Perpetuo por Felipe II, y el capitán Juan Varela fue premiado por su actuación al mando de las tropas y milicias coruñesas.
Finalmente, y ante la noticia de la llegada de refuerzos terrestres, las tropas inglesas abandonaron la pretensión de tomar la ciudad y se retiraron para reembarcar el 18 de mayo, habiendo dejado tras de sí unos 1000 muertos españoles, y habiendo perdido por su parte unos 1300 hombres, además de entre dos y tres buques y cuatro barcazas de desembarco, todos ellos hundidos por los cañones del fuerte de San Antón y los barcos españoles. Además, en aquel momento las epidemias empezaron a hacer mella entre las tropas inglesas, lo cual unido al duro e inesperado rechazo en la ciudad contribuyó al decaimiento de la moral y al aumento de la indisciplina entre los ingleses. Tras hacerse a la mar, otros diez buques de pequeño tamaño con unos 1000 hombres a bordo decidieron desertar y tomaron rumbo a Inglaterra. El resto de la flota, a pesar de no haber conseguido aprovisionarse en La Coruña, prosiguió con el plan establecido y puso rumbo a Lisboa.

## Ataque a Lisboa (26 de mayo-16 de junio de 1589)

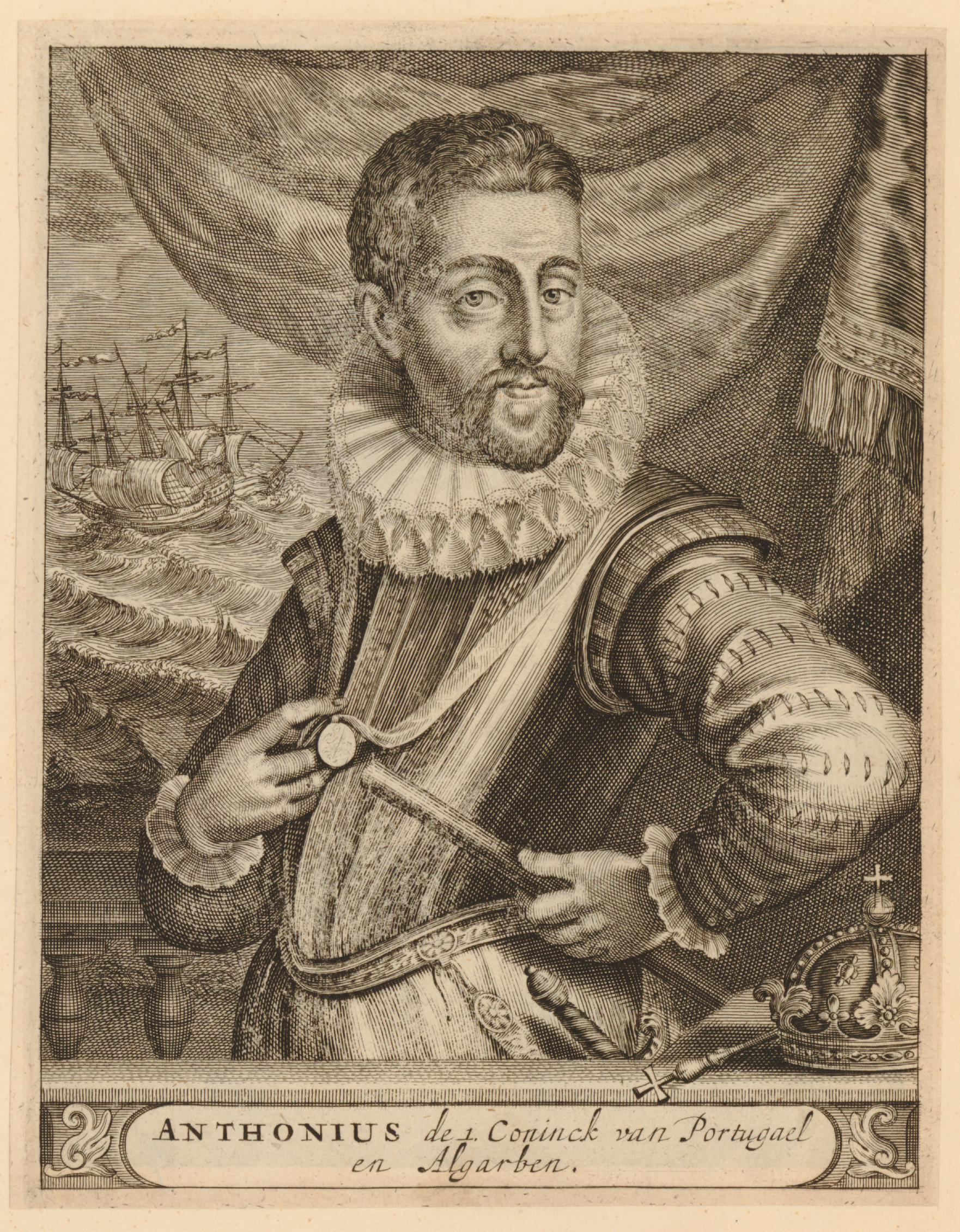
Antonio de Crato

El pretendiente, el prior de Crato, no habiendo sido capaz de establecer un gobierno en el exilio, había pedido ayuda a Inglaterra para tratar de hacerse con la Corona portuguesa. Isabel aceptó ayudarle con el objetivo de disminuir el poder de España en Europa, obtener una base permanente en las islas Azores desde la que atacar a los mercantes españoles y finalmente, arrebatar a España el control de las rutas comerciales a las Indias. El Prior de Crato, heredero final de la Casa de Avís, no era un candidato demasiado bueno: carecía de carisma, su causa estaba comprometida por falta de legitimidad y tenía un oponente mejor visto por las cortes portuguesas, Catalina, duquesa de Braganza. Este hecho ponía en duda la estrategia inglesa para Portugal, pues se suponía que Antonio de Crato debería captar seguidores y liderarlos en la batalla contra España.
Con unos precedentes poco halagüeños, finalmente la flota inglesa fondeó en la ciudad portuguesa de Peniche el 26 de mayo de 1589 e inmediatamente comenzó el desembarco de las tropas expedicionarias comandadas por Norreys. Pese a no contar con resistencia de consideración, los ingleses perdieron 80 hombres y unas 14 barcazas debido a la mala mar. Inmediatamente la fortaleza de la ciudad, bajo mando de un seguidor de Crato, se rindió a los invasores. Acto seguido, el ejército comandado por Norreys, compuesto a aquellas alturas de la misión por unos 10 000 hombres, partió rumbo a Lisboa, defendida mayormente por una guardia teóricamente poco afecta a Felipe. Paralelamente, la flota comandada por Drake también puso rumbo a la capital portuguesa. El plan consistía en que Drake forzaría la boca del Tajo y atacaría Lisboa por mar, mientras Norreys, que iría reuniendo adeptos y pertrechos por el camino, atacaría la capital por tierra para finalmente tomarla.
Pero lo cierto es que el ejército inglés tuvo que soportar una durísima marcha hasta llegar a Lisboa, siendo diezmados por los constantes ataques de las partidas hispano-portuguesas, que les causaron cientos de bajas, y por las epidemias que ya traían de los barcos. Además, las autoridades españolas habían vaciado de materiales y pertrechos utilizables por los ingleses todos los pueblos entre Peniche y Lisboa. Por otro lado, la esperada adhesión de la población portuguesa no se produjo nunca. Más bien al contrario, la población civil lusa hizo el completo vacío a las tropas inglesas, y en todo el camino hacia Lisboa los ingleses no consiguieron sumar más que unos 300 hombres. En realidad, parece que para los portugueses de a pie, los supuestos libertadores no eran más que unos herejes que llevaban años saqueando sus costas y atacando sus barcos pesqueros y mercantes. Por otro lado, los ingleses no contaban más que con 44 caballos, por lo que tenían que transportar la mayor parte del material haciendo uso de los soldados. Al llegar los ingleses a Lisboa, tras haber recorrido 75 kilómetros infernales, su situación era dramática porque carecían de medios para forzar su entrada en la capital. Les faltaban pólvora y municiones, no tenían caballos ni cañones suficientes y se les habían agotado los alimentos.
Sorprendentemente para los ingleses, la ciudad no solo no daba muestras de pretender rendirse, sino que se aprestaba a la defensa. La guarnición lisboeta estaba compuesta por unos 7000 hombres entre castellanos y portugueses. Si bien las autoridades españolas no confiaban totalmente en las tropas portuguesas, nunca llegaron a producirse levantamientos ni motines. Por otra parte, en el puerto fondeaban unos 40 barcos de vela bajo mando de Matías de Alburquerque, y las 18 galeras de la Escuadra de Portugal, bajo mando de don Alonso de Bazán (hermano del ilustre marino español), se preparaban para el combate.
Inmediatamente las galeras de Bazán atacaron a las fuerzas terrestres inglesas desde la ribera del Tajo causando numerosas bajas a los invasores con su artillería y con el fuego de mosquetería de las tropas embarcadas. Los ingleses buscaron refugio en el convento de Santa Catalina, pero fueron acribillados por la artillería de la galera comandada por el capitán Montfrui, y se vieron forzados a salir y continuar la marcha bajo un fuego incesante. La noche siguiente, los soldados de Norreys montaron su campamento en la oscuridad para evitar ser detectados por las temibles galeras. Al no conseguir localizar la posición de las tropas invasoras, don Alonso de Bazán ordenó simular un desembarco echando varios botes al agua, indicando a sus hombres que hiciesen el mayor ruido posible, que disparasen al aire y gritasen, lo cual provocó inmediatamente la alerta y la confusión en el campamento inglés, que se preparó para la defensa. Las galeras españolas distinguieron en la oscuridad los fuegos de las antorchas y las mechas encendidas de las armas inglesas, por lo que Bazán ordenó concentrar el fuego de sus barcos en las luces, lo que provocó una nueva matanza entre los ingleses.

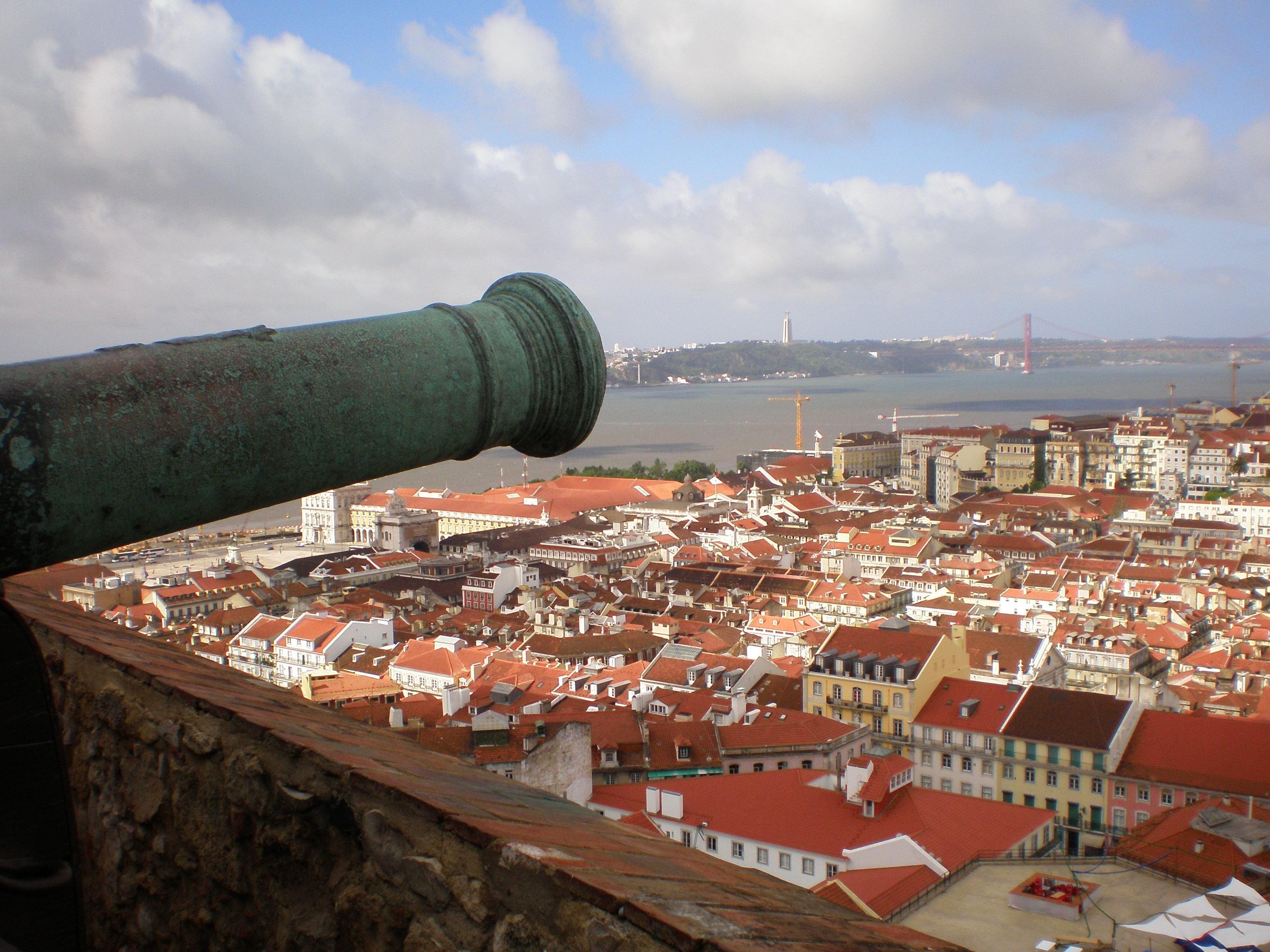
Vista de Lisboa desde el castillo de San Jorge. En él se acantonaban las tropas ibéricas en 1589.

Al día siguiente, Norreys intentó asaltar la ciudad por el barrio de Alcántara, pero de nuevo las galeras acribillaron a las tropas inglesas forzándolas a dispersarse y retirarse para ponerse a cubierto, tras haberles causado un gran número de muertos. Tras conocerse que algunos habían vuelto a buscar refugio en el convento de Santa Catalina las galeras abrieron de nuevo fuego contra el edificio forzando a los atrincherados a salir y matando a muchos de ellos. Posteriormente, los prisioneros ingleses relatarían el pavor que les producían las galeras de Bazán, responsables de un enorme número de bajas entre sus filas. Finalmente Bazán desembarcó 300 soldados para atacar desde tierra al maltrecho ejército inglés.
Durante los combates, la pasividad de Drake que no se decidía a entrar en batalla provocó un aluvión de reproches por parte de Norreys y Crato que lo acusaron de cobardía. Drake alegaba que no tenía posibilidades de entrar en Lisboa debido a las fuertes defensas y al mal estado de su tripulación. Lo cierto es que mientras las tropas terrestres llevaban todo el peso de la batalla, el almirante inglés se mantenía a la expectativa, bien porque realmente no pudiese hacer nada, bien porque estuviese esperando el momento adecuado para entrar en batalla cuando la victoria fuese segura y recoger los laureles.
En cualquier caso, el 11 de junio entraban en Lisboa otras nueve galeras de la escuadra de España, bajo mando de Martín de Padilla transportando a 1000 soldados de refuerzo. Esto supuso el punto de inflexión definitivo en la batalla, y el 16 de junio, siendo ya insostenible la situación del ejército inglés, Norreys ordenó la retirada. Inmediatamente se ordenó a las tropas hispano-lusas salir en persecución de los ingleses. Si bien no se registraron combates de entidad, las tropas ibéricas hicieron numerosos prisioneros que iban quedando rezagados y se apropiaron de gran cantidad de pertrechos ingleses. Sorprendentemente, también se hicieron con los papeles secretos de Antonio de Crato, que incluían una lista con los nombres de numerosos conjurados contra el Imperio español.

## Persecución de la flota inglesa. Los combates navales

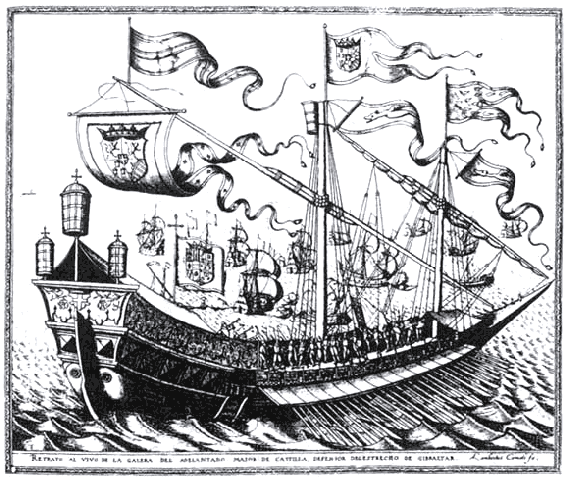
Galera española del, similar a las que participaron contra la Invencible Inglesa de 1589.

Tras la dura derrota sufrida por el ejército de Norris, Drake decidió abandonar con su flota las aguas lisboetas y adentrarse en el Atlántico. Por su parte, los marinos españoles se dispusieron para la persecución del enemigo.
Martín de Padilla, al mando de la escuadra de galeras de Castilla, contaba con una gran experiencia en combate, ya que llevaba más de 20 años comandando escuadras de galeras en una lucha sin cuartel contra piratas y corsarios turcos, argelinos e ingleses, desde que en 1567 se le otorgara el mando de la escuadra de galeras de Sicilia. Padilla sabía muy bien que una galera no podía enfrentarse con posibilidades de éxito a cualquier velero de tonelaje medio, pues las galeras estaban muy poco artilladas, tan solo contaban con un cañón de grueso calibre y varias piezas de menor tamaño y alcance, y todas ellas situadas a la proa de la embarcación. A esto se unía el fuego de mosquetería de las tropas embarcadas. Si bien las galeras eran ideales para atacar tropas terrestres desde las aguas costeras poco profundas, como se había demostrado una vez más en Lisboa, estas eran claramente inferiores a cualquier velero de guerra en un combate naval. No obstante, existía una condición táctica en la que una flota de galeras podía hacer mucho daño a una formada por veleros: la ausencia de viento. Esta circunstancia dejaba a los barcos de vela prácticamente inmóviles, sin capacidad de maniobra y al capricho de las corrientes marinas. En cambio, las galeras podían utilizar su propulsión a remo para maniobrar y situarse a popa del velero, batiéndolo con su escasa artillería de modo que los proyectiles atravesasen el velero longitudinalmente causando grandes estragos y sin exponerse a los cañones situados en el costado enemigo. En cualquier caso, esta maniobra era extremadamente arriesgada, pues la aparición repentina del viento podía permitir al velero ponerse de costado a la galera atacante y destrozarla gracias a su abrumadora superioridad artillera.

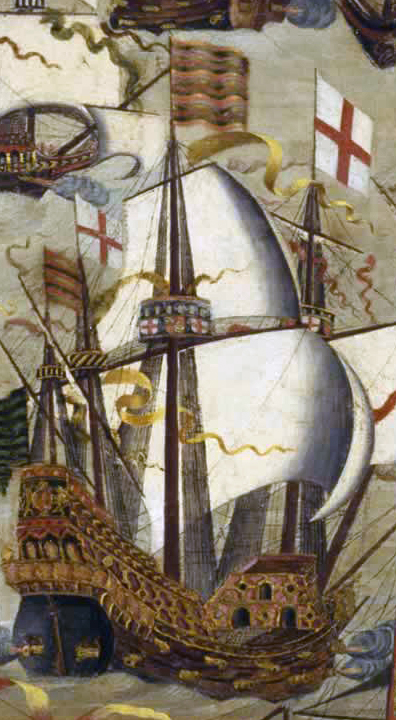
Pintura anónima de navíos ingleses en la batalla naval de Gravelinas de 1588.

De este modo, Padilla partió el 20 de junio tras la flota inglesa al mando de siete galeras: la capitana comandada por el propio Padilla, la segunda comandada por don Juan de Portocarrero, la Peregrina, la Serena, la Leona, la Palma y la Florida. Los españoles mantuvieron la distancia con la flota enemiga, esperando un golpe de fortuna que dejase a los ingleses sin viento y permitiese atacarlos y destruirlos. El comandante español estaba preocupado por los planes de Drake, y temía que su intención fuese volver sobre Cádiz para atacarla como ya había hecho en 1587. Durante la noche, Padilla se adentró entre la flota enemiga, y envió a un capitán inglés católico a bordo de un esquife para ponerse en contacto con los marinos ingleses y tratar de averiguar sus planes. La única información que pudieron obtener fue que las tripulaciones inglesas se encontraban enfermas y desmoralizadas.
Los vientos flojos impedían a los ingleses alejarse de las costas portuguesas, y finalmente llegó a los castellanos la oportunidad que estaban esperando. Con vientos muy débiles que impedían maniobrar a los veleros, las galeras se lanzaron a la caza. Padilla ordenó a sus barcos formar en hilera y atacar a los buques enemigos que se encontraban descolgados de la formación. Así, la fila de galeras iba situándose a popa de los buques ingleses, y batiéndolos sucesivamente con su artillería se iban relevando unas a otras a medida que se recargaban los cañones. Por su parte, las tropas embarcadas batían las cubiertas inglesas con su mosquetes. Debido a la imposibilidad de defenderse o huir, los barcos ingleses atacados sufrieron un terrible castigo, siendo finalmente apresados 4 buques de entre 300 y 500 toneladas, un patache de 60 toneladas y una lancha de 20 remos. Durante aquellos durísimos ataques murieron unos 570 ingleses, y unos 130 fueron hechos prisioneros. Entre estos últimos se contaban tres capitanes, un oficial de ingenieros y varios pilotos. Por su parte, los españoles solo lamentaron dos muertos y 10 heridos. Pero una ligera brisa comenzó a soplar de nuevo, por lo que Drake, que había sido un mero testigo del ataque pudo maniobrar con su buque insignia, y seguido por otras cuatro embarcaciones mayores se dirigió hacia las galeras españolas que trataban de remolcar sus presas de vuelta a Lisboa. Los españoles decidieron entonces quemar los buques de mayor tamaño y hundir a cañonazos los más pequeños, hecho lo cual se retiraron manteniendo las distancias con los grandes veleros enemigos, que no pudieron alcanzarlos. A eso de las 5 de la tarde comenzó a soplar un fuerte viento, por lo que los ingleses largaron velas y pusieron rumbo al Norte. Tras esto, Padilla, muy preocupado por el peligro que corría Cádiz, y a pesar de haber recibido tres nuevas galeras de refuerzo, decidió abandonar la lucha y poner rumbo a la ciudad andaluza para participar en su defensa llegado el caso. Por su parte, don Alonso de Bazán decidió relevar a Padilla con varias galeras de la escuadra de Portugal y continuar con la persecución, apresando tres buques ingleses más durante los días siguientes.

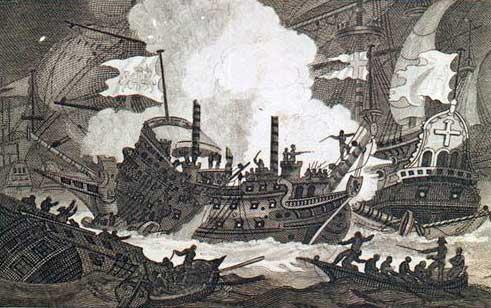
El Revenge, buque insignia de Drake en 1589, en el momento de su captura por parte de la Armada Española en aguas de las islas Azores en 1591, dos años después del desastre inglés.

Drake puso rumbo entonces a las islas Azores, para tratar de conseguir el último de los objetivos acordados al planearse la expedición, pero sus fuerzas estaban ya muy mermadas, y fueron rechazados sin grandes dificultades por las tropas ibéricas destacadas en el archipiélago. Perdida la ventaja de la sorpresa inicial, con las tropas de desembarco diezmadas por los combates y la tripulación cada vez más cansada y afectada por enfermedades (solo quedaban 2000 hombres capaces de luchar), se decidió que el objetivo de formar una base permanente en las Azores no era posible. Tras otra tormenta que provocó nuevos naufragios y muertes entre los ingleses, Drake saqueó la pequeña isla de Puerto Santo en Madeira, y ya en las costas gallegas, desesperado por la falta de víveres y agua potable se detuvo en las rías Bajas de Galicia para, el 27 de junio, arrasar la indefensa villa de Vigo, que en aquella época era un pueblo marinero de unos 600 habitantes, a pesar de lo cual, la resistencia de la población civil causó nuevas bajas a los atacantes. Al tenerse noticia de la llegada de tropas de milicia bajo mando de don Luis Sarmiento, los ingleses reembarcaron. Tras numerosas deserciones y un nuevo brote de tifus, Drake decidió dividir la expedición. El propio Drake, al mando de los 20 mejores bajeles regresaría a las Azores para tratar de apresar la flota de indias española, mientras que el resto de la expedición regresaría a Inglaterra. Essex recibió orden de Isabel de volver a la corte y Norris decidió también poner rumbo a Inglaterra.
El 30 de junio Drake capturó una flota de barcos comerciales hanseáticos, que habían roto el bloqueo inglés rodeando las islas por Escocia. Pero aquello no sirvió para sufragar los gastos de la expedición porque para acallar las protestas de las ciudades de la Hansa, esos navíos tuvieron que ser devueltos con sus mercancías a sus legítimos propietarios. Antes de conseguir llegar de nuevo a las Azores, otro temporal obligó al almirante inglés a retroceder, momento en el que se dio por vencido y ordenó poner rumbo a Inglaterra.
Mientras la flota inglesa navegaba dispersa debido las tempestades y a la escasez de dotaciones en los navíos, don Diego Aramburu recibió la noticia de que el enemigo navegaba en pequeños grupos por el Cantábrico camino de Inglaterra por lo que inmediatamente partió de los puertos cantábricos al mando de una flotilla de zabras a la busca de presas, consiguiendo finalmente capturar dos buques ingleses más, que remolcó a Santander. La retirada inglesa degeneró en una carrera individual en la que cada buque luchaba por su cuenta para llegar lo antes posible a un puerto amigo.
La indisciplina dominó hasta el final en la flota inglesa. Al arribar Drake a Plymouth el 10 de julio con las manos vacías, habiendo perdido a más de la mitad de sus hombres y numerosas embarcaciones, y habiendo fracasado absolutamente en todos los objetivos de la expedición, la soldadesca se amotinó porque no aceptaban los miseros cinco chelines que se les ofreció como paga. Y tan mal cariz tomó la protesta que para reprimirla las autoridades inglesas ahorcaron a siete amotinados.

## Consecuencias
La expedición de la Contraarmada está considerada como uno de los mayores desastres militares de la historia de la Gran Bretaña, quizá solo superado, siglo y medio después y durante la guerra del Asiento, por la derrota sufrida en el sitio de Cartagena de Indias de nuevo a manos de tropas españolas. Según el historiador británico M. S. Hume, de los más de 18 000 hombres que formaron aquella flota de invasión descontados los numerosos desertores, solo 5000 regresaron vivos a Inglaterra. Es decir, más del 70 por 100 de los expedicionarios fallecieron en la operación. Entre la oficialidad, las bajas mortales también fueron muy altas: el contraalmirante William Fenner, ocho coroneles, decenas de capitanes y centenares de nobles voluntarios murieron debido a los combates, los naufragios, y las epidemias de aquella empresa. A las pérdidas humanas hay que añadir la destrucción o captura por los españoles de al menos doce navíos, y otros tantos hundidos por temporales. Además de esto, los ingleses perdieron también al menos 18 barcazas y varias lanchas.
Aparte de perder la oportunidad de aprovechar el que la Armada española se encontrase en horas bajas, los costes de la expedición agotaron el tesoro real de Isabel, pacientemente amasado durante su largo reinado. Entre los cañones capturados en La Coruña, los bastimentos y otras mercancías de variada índole apresadas en Galicia y en Portugal, el total del botín a repartir entre los numerosos inversores no alcanzaba las 29 000 libras. Teniendo en cuenta que las pérdidas de la Corona inglesa debidas a la derrota habían superado las 160 000 libras, el negocio no podía ser más ruinoso para Isabel.
Ante la magnitud del desastre, las autoridades inglesas nombraron una comisión para tratar de esclarecer las causas de la derrota, pero pronto el asunto fue enterrado debido a conveniencias políticas y propagandísticas. Por su parte, el hasta entonces considerado azote de los españoles, Francis Drake, quedó condenado a un casi total ostracismo tras el fracaso, asignándosele la dirección de las defensas costeras de Plymouth y negándosele el mando de cualquier expedición naval durante los siguientes 6 años. Cuando finalmente se le concedió la oportunidad de resarcirse del fracaso de 1589, otorgándosele el mando de una gran expedición naval contra la América española, de nuevo volvió a guiar a sus hombres al desastre, finalmente perdiendo la vida él mismo en 1595 en combates contra fuerzas españolas destacadas en el mar Caribe.
La guerra anglo-española fue muy costosa para ambos países, hasta el punto de que Felipe II tuvo que declararse en bancarrota en 1596, tras otro ataque a Cádiz. Después de la muerte de Isabel I y la llegada al trono de Jacobo I (rey de Escocia e hijo de María Estuardo) en 1603, éste hizo todo lo posible por terminar con la guerra. La paz llegó en 1604 a petición inglesa. Las cláusulas de la misma se estipulaban en el Tratado de Londres, y resultaron muy favorables a los intereses españoles. Ambas naciones estaban ya cansadas de luchar, pero especialmente Inglaterra, que en aquel momento era tan solo una potencia media y que estaba luchando en ese momento contra la monarquía más poderosa del momento, y más cuando ya no podía sostener más los costes de un conflicto que fue muy lesivo para su economía. A raíz de este acuerdo de paz, Inglaterra fue capaz de consolidar su soberanía en Irlanda, además de ser autorizada a establecer colonias en determinados territorios de América del Norte que no revestían interés para España. Por su parte, los ingleses debieron abandonar su pretensión de controlar las rutas comerciales entre Europa y América y su promoción de flotas corsarias contra España, cesar en su apoyo a las revueltas en Flandes y permitir a las flotas españolas enviadas para combatir a los rebeldes holandeses utilizar los puertos ingleses, lo cual suponía una total rectificación en la política exterior inglesa.
Tras la derrota de la Contraarmada, España rehízo su flota, que rápidamente incrementó su supremacía marítima hasta extremos superiores a los de antes de la Grande y Felicísima Armada. Dicha supremacía duró casi 50 años más, hasta la batalla naval de Las Dunas (1639) en la que Holanda comenzó a asomar como primera potencia naval. Inglaterra no emergería definitivamente como primera potencia naval hasta la guerra de sucesión española, en 1700-1715, aunque durante el protectorado de Oliver Cromwell la marina inglesa venció repetidamente a la holandesa en la primera guerra anglo-holandesa.